# Прирічне (Житікаринський район)
Прирі́чне (каз. Приречный) — село у складі Житікаринського району Костанайської області Казахстану. Адміністративний центр та єдиний населений пункт Прирічного сільського округу.
Населення — 362 особи (2021; 1215 у 2009, 792 у 1999, 1344 у 1989).